# Szjerdene
Szjerdene Mulcare (* 23. September 1988) ist eine britische Sängerin aus Hackney, einem Stadtteil Londons. Bekannt wurde sie vor allem durch die Zusammenarbeit mit Simon Green (Bonobo). Seit einigen Jahren lebt Szjerdene in Amsterdam.

## Karriere
Szjerdene trat zunächst in den Jahren 2009, 2011 und 2012 mit einigen digital veröffentlichten Songs an die Öffentlichkeit, darunter die Kurz-EPs Collage: The Demo und Szjerdene sowie die Singles Leila's Tale, Think It Through, The System und 4th Stranger. Daraufhin wurde das Londoner Label Ninja Tune auf sie aufmerksam; auf jenem Label folgte dann 2013 die EP Patchwork. Auf Bonobos Album The North Borders aus demselben Jahr ist sie als Gastsängerin auf zwei Stücken (Towers und Transits) zu hören. Auf dem Live-Album zur zugehörigen Tour singt sie zusätzlich noch den Song Heaven for the Sinner, der auf der Album-Version Erykah Badu gefeaturt hatte. Ein weiteres, gemeinsames Lied mit Bonobo befindet sich auf dessen Album aus der Reihe Late Night Tales. Zu jenem Song mit dem Titel Get Thy Bearings ist zudem ein offizielles Video der Reihe erschienen, außerdem existiert von diesem Lied eine auf 1500 Kopien limitierte 10"-Vinylsingle (Ninja Tune). Im Rahmen von Bonobos The North Borders-Tour absolvierte Szjerdene etwa 175 Auftritte, darunter auch mehrere Festivals. 
Es folgten Zusammenarbeiten mit dem New Yorker Beatmaker Quays und mit Lapalux (Brainfeeder).
In einer Rezension heißt es: 

„The influence of London’s melting pot of cultures is heard clearly with Szjerdene’s voice. She exhibits a chameleon like vocal ability, allowing her to easily be able to hold her on on any track, no matter the genre of music. And not just hold her on, but actually sound really good. It’s not hard to imagine hearing Szjerdene on a country, rock, hip-hop hook, emo, house, blues or even a reggae song. Once again, a quality which seems to be endemic to London and it’s vocalists.
Lyrically, Szjerdene is very mature, vocally, very polished and musically (...).“

„Der Einfluss von Londons Schmelztiegel der Kulturen auf Szjerdenes Stimme ist deutlich zu hören. Sie weist eine chamäleonartige Wandelbarkeit in ihrer Stimme auf, die es ihr ermöglicht, sie auf jedem Lied zur Geltung zu bringen halten, unabhängig vom Musikgenre. Und nicht nur das, sondern sie klingt dabei wirklich gut! Es ist nicht schwer vorstellbar, Szjerdene auf einem Country-, Rock-, Emo-, House-, Blues- oder sogar Reggae-Song oder in einer Hip-Hop-Hook zu hören. Wieder einmal eine Qualität, die in London und seinen Sängern endemisch zu sein scheint. Textlich ist Szjerdene sehr ausgereift, stimmlich sehr ausgefeilt und musikalisch.“

Zu einem Konzertauftritt mit Bonobo am 24. Mai 2018 in Wien heißt es in einer Konzertkritik: „Szjerdene Mulcare verbreitet mit ihrer hellen und klaren Stimme eine ganz eigene Magie.“

## Diskografie

### EPs
| Titel             | Jahr      | Label      |
| ----------------- | --------- | ---------- |
| Collage: The Demo | 2009      |            |
| Szjerdene         | 2011      |            |
| Patchwork         | 2013      | Ninja Tune |
| Paragon           | 2015/2016 |            |

### Singles
| Single                        | Jahr |
| ----------------------------- | ---- |
| Leila's Tale                  | 2011 |
| Think It Through              | 2011 |
| The System                    | 2012 |
| 4th Stranger (FS Green Remix) | 2012 |
| Arrow(s)                      | 2013 |
| Linger Well                   | 2013 |

### Features
| Künstler | Albumtitel                      | Liedtitel                                          | Label          | Jahr |
| -------- | ------------------------------- | -------------------------------------------------- | -------------- | ---- |
| Slugabed | Wake Up                         | Wake Up                                            | Ninja Tune     | 2012 |
| Bonobo   | LateNightTales                  | Get Thy Bearings (Exclusive Donovan Cover Version) | LateNightTales | 2013 |
| Bonobo   | The North Borders               | Towers                                             | Ninja Tune     | 2013 |
| Bonobo   | The North Borders               | Transits                                           | Ninja Tune     | 2013 |
| Lapalux  | Ruinism                         | Running To Evaporate                               | Brainfeeder    | 2013 |
| iET      | The Kitchen Recordings Series 2 | Stay (Save Me)                                     |                | 2013 |
| Bonobo   | The North Borders Tour Live     | Towers                                             | Ninja Tune     | 2014 |
| Bonobo   | The North Borders Tour Live     | Transits                                           | Ninja Tune     | 2014 |
| Bonobo   | The North Borders Tour Live     | Heaven for the Sinner                              | Ninja Tune     | 2014 |